# Samuel Duggan
Samuel Duggan (* 13. Juli 1998 in Reading, England) ist ein britischer Eishockeyspieler, der seit 2014 beim Örebro HK unter Vertrag steht und in der J20 SuperElit und weiteren Nachwuchsspielklassen zum Einsatz kommt.

## Karriere
Samuel Duggan begann seine Karriere als Eishockeyspieler bei den Bracknell Bees. Er spielte dort für die Nachwuchsteams Stingers (U16) und Drones (U18). Nachdem er mit den Drones 2014 die britische U18-Meisterschaft gewinnen konnte, wechselte zum Örebro HK nach Schweden. Dort spielt er mit der U20-Mannschaft des Klubs in der J20 SuperElit und wurde bis 2016 auch in der U18-Mannschaft eingesetzt.

### International
Für Großbritannien nahm Duggan im Juniorenbereich an den U18-Weltmeisterschaften 2014, 2015 und 2016, als er zum besten Spieler seiner Mannschaft gewählt wurde, in der Division II sowie den U20-Weltmeisterschaften 2014 und 2017 in der Division I und 2015 und 2018, als er zum besten Spieler seiner Mannschaft gewählt wurde, in der Division II teil. 
Im Seniorenbereich stand er erstmals bei der Weltmeisterschaft 2017 im Aufgebot seines Landes und stieg mit dem Team umgehend von der B- in die A-Gruppe der Division I auf.

## Erfolge und Auszeichnungen
- 2014 Britischer U18-Meister mit den Bracknell Drones
- 2015 Aufstieg in die Division I, Gruppe B bei der U20-Weltmeisterschaft der Division II, Gruppe A
- 2017 Aufstieg in die Division I, Gruppe A bei der Weltmeisterschaft der Division I, Gruppe B